# Mulholland Drive (pel·lícula)
 Mulholland Drive  (títol original Mulholland Dr.) és una pel·lícula estatunidenca escrita i dirigida per David Lynch el 1999 i 2000, i estrenada el 2001. Ha estat doblada al català
La pel·lícula, que va descobrir Naomi Watts, Laura Harring i Justin Theroux, es va emportar el premi a la millor direcció al festival Internacional de Cinema de Canes així com una nominació a l'Oscar al millor director.
Va ser escollida millor pel·lícula del decenni 2000 pels Cahiers du cinéma (n°; 652, gener de 2010).
La història, com la d'Una història de debò, passa a la carretera. 
| « | Es tracta del somni de Hollywood, d'una relació entre dues noies diferents i un polar, amb viratges interessants | » |

, va explicar Lynch.

## Història de la producció
Mulholland Drive ha inspirat sovint els novel·listes i els guionistes. Aquesta carretera muntanyosa al bell mig de Los Angeles és molt llarga, molt sinuosa i relativament perillosa. Va de Hollywood als canyons de Bel Air, al llarg de la cresta. Des d'allà dalt, es pot admirar el «centre de la ciutat» de Los Angeles, el Panell Hollywood en lletres majúscules, però també la majoria dels estudis de producció, com la Universal Studios o la Warner Bros. Pictures. David Lynch confia que hom se sent «fictici, un personatge irreal» quan va per aquesta carretera.

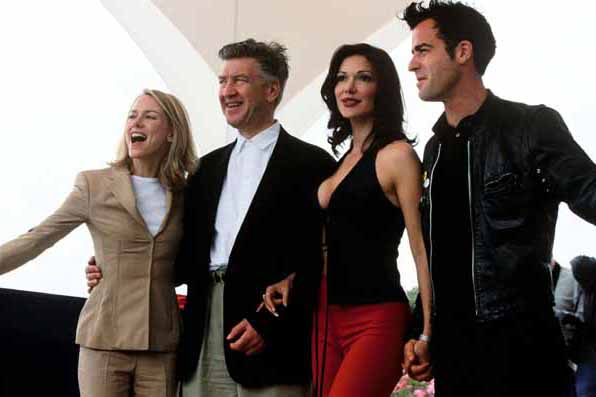
L'equip de la pel·lícula al Festival de cannes el 2001, amb (esquerra a dreta): Naomi Watts, David Lynch, Laura Harring i Justin Theroux.

Inicialment, Mulholland Drive havia de ser un nou Twin Peaks, una sèrie de televisió destinada a ser difós per la xarxa ABC. El pilot, amb els actors originals, és objecte de diversos muntatges, que fa perdre tot el sentit al treball de Lynch, però que el director refà ell mateix en una sola nit. Però ABC no queda convençuda pel pilot, i amb Lynch parlen des del començament dels anys 1990 de les relacions conflictives, entre grans èxits (Twin Peaks), fracassos (On The Air,  Hotel Room) i tensions. Després de molts tractes, la cadena, que ja ha desembutxacat set milions de dòlars, decideix no utilitzar el pilot, espantada per la seva durada (2 h 30) i per la complexitat de la història. Jutja igualment el ritme massa lent. Llavors Studiocanal contacta amb Lynch per convèncer-lo de transformar el pilot en un llargmetratge pel cinema. El cineasta és immediatament seduït per aquesta idea i, amb el suport financer de Canal+ i d'Alain Sard, decideix doncs fer-ne una pel·lícula. Roda algunes escenes i canvia totalment la història.
Tanmateix, Lynch mai no ha revelat quines parts de la pel·lícula eren en el pilot de la sèrie i quines parts han estat rodades de nou:
- En el pilot, se sobreentén que el despatx de Mr Rock i la casa de producció d'Adam Kesher estan en el mateix edifici (afirmant el misteri i sospitant del sistema de les produccions de Hollywood de manera satírica), fent sortir els Castigliani abans de Kesher al final de la reunió en la cimera.
- El pilot contenia una història d'amor entre Betty i Adam Kesher, que ha estat completament eludit en el muntatge final. Betty està considerant trobar Adam a causa que el seu veí, Wilkins, que apareix un dels vespres en què Betty i Rita discuteixen (en el pilot), mentre que (a la pel·lícula) només apareix, com una picada d'ull, a la vesprada on Camilla anuncia el seu matrimoni amb Adam (Wilkins és el veí de taula de Betty/Diane). D'altra banda Wilkins deixa el seu gos fer les seves necessitats arreu de la residència de Coco.

Canal+ ha rodat un documental sobre la pel·lícula, Tornada a Mulholland Drive, dirigida per Philippe Rouyer, fent-ne una lectura no oficial.

## Argument
Víctima d'un accident de cotxe, una misteriosa dona, amnèsica i ferida, erra sobre la sinuosa carretera de Mulholland Drive. Es refugia a la primera casa que troba, l'apartament de la tia de Betty Elms, aprenenta d'actriu acabada de desembarcar a Hollywood. Intrigada per aquesta desconeguda que es fa dir Rita, Betty, intentant ajudar-la a trobar la memòria, descobreix a la seva bossa una quants lligalls de dòlars i una clau blava. Cada vegada més còmplices i convertides en amants, les dues joves investiguen per trobar la identitat de Rita. Entre consciència i inconsciència, fins al moment que la clau blava troba el seu pany i la història cau.

## Repartiment
- Naomi Watts: Betty Elms / Diane Selwyn
- Laura Harring: Rita / Camilla Rhodes
- Justin Theroux: Adam Kesher
- Ann Miller: Catherine « Coco » Lenoix
- Dan Hedaya: Vincenzo Castigliane
- Lori Heuring: Lorraine Kesher
- Angelo Badalamenti: Luigi Castigliane
- Brent Briscoe: Detectiu Neal Domgaard
- Robert Forster: Detectiu Harry McKnight
- Katharine Towne: Cynthia Jenzen
- Lee Grant: Louise Bonner
- Melissa George: Camilla Rhodes blonda
- Mark Pellegrino: Joe Messing
- James Karen: Wally Brown

## Banda original
1. Jitterbug
2. Mulholland Drive
3. Rita Walks/Sunset Boulevard/Aunt Ruth
4. Diner
5. Mr Roque/Betty's Theme
6. The Beast
7. Bring It On Home
8. I'Ve Told Every Little Star
9. Dwarfland/Love Theme
10. Silencio
11. Llorando
12. Pretty 50s
13. Go Get Some
14. Diane And Camilla
15. Dinner Party Pool Music
16. Mountains Falling
17. Mulholland Drive/Love Theme

## Premis i nominacions

### Premis
- 2001. Premi a la millor direcció (Festival de Canes) per David Lynch (ex æquo amb The Man Who Wasn't There dels Germans Coen)
- 2002. BAFTA al millor muntatge per Mary Sweeney
- 2002. César a la millor pel·lícula estrangera

### Nominacions
- 2001. Palma d'Or
- 2002. Oscar al millor director per David Lynch
- 2002. Globus d'Or a la millor pel·lícula dramàtica
- 2002. Globus d'Or al millor director per David Lynch
- 2002. Globus d'Or al millor guió per David Lynch
- 2002. Globus d'Or a la millor banda sonora original per Angelo Badalamenti
- 2002. BAFTA a la millor música per Angelo Badalamenti